# General Lázaro Cárdenas, Querétaro Arteaga
General Lázaro Cárdenas är en ort i Mexiko.   Den ligger i kommunen El Marqués och delstaten Querétaro Arteaga, i den centrala delen av landet, 170 km nordväst om huvudstaden Mexico City. General Lázaro Cárdenas ligger 1 914 meter över havet och antalet invånare är 4 315.
Terrängen runt General Lázaro Cárdenas är platt åt nordost, men åt sydväst är den kuperad. Runt General Lázaro Cárdenas är det ganska tätbefolkat, med 155 invånare per kvadratkilometer. Närmaste större samhälle är Santiago de Querétaro, 15,2 km väster om General Lázaro Cárdenas. Trakten runt General Lázaro Cárdenas består till största delen av jordbruksmark.